# Tony Hadley
Tony Hadley, né Anthony Patrick Hadley, le 2 juin 1960, dans le quartier londonien d'Islington, est un chanteur, acteur et animateur de radio anglais. Il est connu pour avoir été le chanteur du groupe de new wave Spandau Ballet qui a connu un grand succès durant les années 1980.

## Biographie

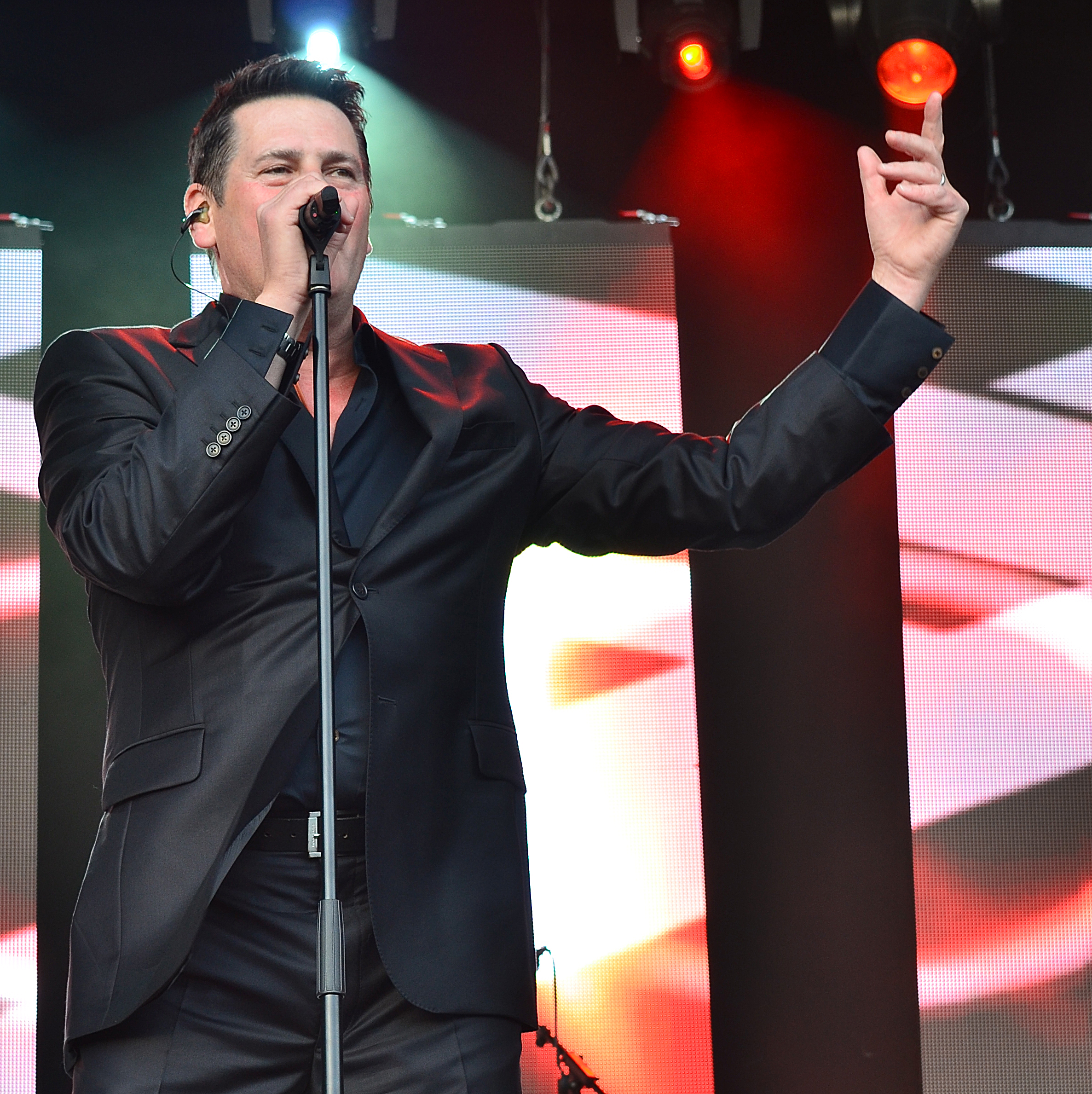
Hadley en 2014

Après la dissolution de Spandau Ballet, Hadley s'est lancé dans une carrière solo, avec un succès mitigé. Il signe un premier album, The State of Play, en 1992. Après avoir quitté EMI, Hadley créé son propre label, SlipStream, et sa première réalisation est le single Build Me Up, extrait du film When Saturday Comes.
Par la suite, il travaille, notamment, avec Joe Cocker, Paul Michiels ou encore Dani Klein. 
En décembre 1996, Hadley fait une tournée en Europe avec Joe Cocker.

## Animateur radio
Hadley a travaillé comme animateur de radio avec Virgin Radio[réf. souhaitée] en reprenant le spectacle Friday Night Virgin Party Classics show de Suggs (du groupe de ska Madness) en août 2007. 
En janvier 2008, il a reçu les Classics Saturday Night Virgin Party. 
En 2015, il est inscrit en tant que présentateur pour Absolute Radio.
Il a fait son apparition dans l'Académie de Rêve de Pinoy, un spectacle aux Philippines, en chantant et en donnant des conseils.

## Acteur
En novembre 2008, il apparaît dans RocKwiz, un programme télé australien. 
Hadley apparaît aussi dans le court-métrage Shoot The DJ dans lequel il joue Eddie Richards. La chanson d'Hadley a été utilisée comme la chanson de thème pour la série de BBC populaire En bas à la Terre.

## Discographie
- 1992 : The State of Play
- 1997 : Tony Hadley
- 2006 : Passing Strangers
- 2015 : The Christmas Album
- 2018 : Talking to the Moon